# Hal Greer
Pour les articles homonymes, voir Greer.
Harold Everett Greer, dit Hal Greer, né le 26 juin 1936 à Huntington (Virginie-Occidentale, É.-U.) et mort le 14 avril 2018 en Arizona, est un joueur professionnel américain de basket-ball.

## Biographie
Formé à l'université Marshall, Hal Greer est connu pour avoir été le complément de Wilt Chamberlain aux 76ers de Philadelphie, notamment durant la glorieuse saison 1966-1967 qui mit fin à huit années d'invincibilité des Celtics de Boston.
Greer est considéré comme le troisième meilleur arrière NBA des années 1960, après Oscar Robertson et Jerry West.
Sa ville natale l'a honoré en nommant sa rue principale, entre le campus et le centre-ville, et l'interstate highway, Hal Greer Blvd.
En 1982, il est introduit au Basketball Hall of Fame avec Slater Martin, Franck Ramsey, Willis Reed, l'entraîneur Clarence Gaines et Alva Duer.

## Palmarès
- Champion NBA (1967)
- 10 fois NBA All-Star (1961–1970)
- NBA All-Star Game MVP (1968)
- 7 fois All-NBA Second Team (1963–1969)
- Meilleur marqueur de l'histoire des Philadelphia 76ers
- Son maillot (no 15) a été retiré par les Philadelphia 76ers
- NBA's 50th Anniversary All-Time Team
- First-team All-MAC (1958)

## Statistiques
gras = ses meilleures performances

### Universitaires
Statistiques en université d'Hal Greer
| Saison    | Équipe   | Matchs | Titul. | Min./m | % Tir | % 3pts | % LF | Rbds/m. | Pass/m. | Int/m. | Ctr/m. | Pts/m. |
| --------- | -------- | ------ | ------ | ------ | ----- | ------ | ---- | ------- | ------- | ------ | ------ | ------ |
| 1955-1956 | Marshall | 23     | —      | —      | 60,1  | —      | 69,7 | 6,7     | —       | —      | —      | 15,5   |
| 1956-1957 | Marshall | 24     | —      | —      | 50,8  | —      | 76,3 | 13,8    | —       | —      | —      | 18,9   |
| 1957-1958 | Marshall | 24     | —      | —      | 54,6  | —      | 83,3 | 11,7    | —       | —      | —      | 23,6   |
| Carrière  | Carrière | 71     | —      | —      | 54,5  | —      | 75,9 | 10,8    | —       | —      | —      | 19,4   |

### Professionnelles

#### Saison régulière
Légende :
| Champion NBA | Meilleur joueur de cette catégorie statistique de la saison |

gras = ses meilleures performances
Statistiques en saison régulière d'Hal Greer
| Saison        | Équipe        | Matchs | Titul. | Min./m | % Tir | % 3pts | % LF | Rbds/m. | Pass/m. | Int/m. | Ctr/m. | Pts/m. |
| ------------- | ------------- | ------ | ------ | ------ | ----- | ------ | ---- | ------- | ------- | ------ | ------ | ------ |
| 1958-1959     | Syracuse      | 68     | —      | 23,9   | 45,4  | —      | 77,8 | 2,9     | 1,5     | —      | —      | 11,1   |
| 1959-1960     | Syracuse      | 70     | —      | 28,3   | 47,6  | —      | 78,3 | 4,3     | 2,7     | —      | —      | 13,2   |
| 1960-1961     | Syracuse      | 79     | —      | 35,0   | 45,1  | —      | 77,4 | 5,8     | 3,8     | —      | —      | 19,6   |
| 1961-1962     | Syracuse      | 71     | —      | 38,1   | 44,7  | —      | 81,9 | 7,4     | 4,4     | —      | —      | 22,8   |
| 1962-1963     | Syracuse      | 80     | —      | 32,9   | 46,4  | —      | 83,4 | 5,7     | 3,4     | —      | —      | 19,5   |
| 1963-1964     | Philadelphie  | 80     | —      | 39,5   | 44,4  | —      | 82,9 | 6,1     | 4,7     | —      | —      | 23,3   |
| 1964-1965     | Philadelphie  | 70     | —      | 37,1   | 43,3  | —      | 81,1 | 5,1     | 4,5     | —      | —      | 20,2   |
| 1965-1966     | Philadelphie  | 80     | —      | 41,6   | 44,5  | —      | 80,4 | 5,9     | 4,8     | —      | —      | 22,7   |
| 1966-1967     | Philadelphie  | 80     | —      | 38,6   | 45,9  | —      | 78,8 | 5,3     | 3,8     | —      | —      | 22,1   |
| 1967-1968     | Philadelphie  | 82     | —      | 39,8   | 47,8  | —      | 76,9 | 5,4     | 4,5     | —      | —      | 24,1   |
| 1968-1969     | Philadelphie  | 82     | —      | 40,4   | 45,9  | —      | 79,6 | 5,3     | 5,0     | —      | —      | 23,1   |
| 1969-1970     | Philadelphie  | 80     | —      | 37,8   | 45,5  | —      | 81,5 | 4,7     | 5,1     | —      | —      | 22,0   |
| 1970-1971     | Philadelphie  | 81     | —      | 37,8   | 43,1  | —      | 80,5 | 4,5     | 4,6     | —      | —      | 18,6   |
| 1971-1972     | Philadelphie  | 81     | —      | 29,8   | 44,9  | —      | 77,4 | 3,3     | 3,9     | —      | —      | 11,8   |
| 1972-1973     | Philadelphie  | 38     | —      | 22,3   | 39,2  | —      | 82,1 | 2,8     | 2,9     | —      | —      | 5,6    |
| Carrière      | Carrière      | 1122   | —      | 35,5   | 45,2  | —      | 80,1 | 5,0     | 4,0     | —      | —      | 19,2   |
| All-Star Game | All-Star Game | 10     | 2      | 20,7   | 46,1  | —      | 70,3 | 4,5     | 2,8     | —      | —      | 12,0   |

#### Playoffs
Légende :
| Champion NBA | Meilleur joueur de cette catégorie statistique de la saison |

Statistiques en playoffs d'Hal Greer
| Saison   | Équipe       | Matchs | Titul. | Min./m | % Tir | % 3pts | % LF | Rbds/m. | Pass/m. | Int/m. | Ctr/m. | Pts/m. |
| -------- | ------------ | ------ | ------ | ------ | ----- | ------ | ---- | ------- | ------- | ------ | ------ | ------ |
| 1959     | Syracuse     | 9      | —      | 30,8   | 41,9  | —      | 81,3 | 5,2     | 2,2     | —      | —      | 11,6   |
| 1960     | Syracuse     | 3      | —      | 28,0   | 51,2  | —      | 75,0 | 4,7     | 3,3     | —      | —      | 15,7   |
| 1961     | Syracuse     | 8      | —      | 29,0   | 38,7  | —      | 82,5 | 4,1     | 2,4     | —      | —      | 14,4   |
| 1962     | Syracuse     | 1      | —      | 5,0    | —     | —      | —    | 0,0     | 0,0     | —      | —      | 0,0    |
| 1963     | Syracuse     | 5      | —      | 42,8   | 50,6  | —      | 82,9 | 5,4     | 4,2     | —      | —      | 23,4   |
| 1964     | Philadelphie | 5      | —      | 42,2   | 38,9  | —      | 84,6 | 5,6     | 6,0     | —      | —      | 21,4   |
| 1965     | Philadelphie | 11     | —      | 45,9   | 45,5  | —      | 79,3 | 7,4     | 5,0     | —      | —      | 24,6   |
| 1966     | Philadelphie | 5      | —      | 45,2   | 35,2  | —      | 78,3 | 7,2     | 4,2     | —      | —      | 16,4   |
| 1967     | Philadelphie | 15     | —      | 45,9   | 42,9  | —      | 79,7 | 5,9     | 5,3     | —      | —      | 27,7   |
| 1968     | Philadelphie | 13     | —      | 42,5   | 43,2  | —      | 85,6 | 6,1     | 4,2     | —      | —      | 25,8   |
| 1969     | Philadelphie | 5      | —      | 40,8   | 32,1  | —      | 77,8 | 6,0     | 4,6     | —      | —      | 16,0   |
| 1970     | Philadelphie | 5      | —      | 35,6   | 44,6  | —      | 84,6 | 3,4     | 5,4     | —      | —      | 15,4   |
| 1971     | Philadelphie | 7      | 7      | 37,9   | 43,8  | —      | 75,0 | 3,6     | 4,7     | —      | —      | 17,9   |
| Carrière | Carrière     | 92     | 7      | 39,6   | 42,5  | —      | 81,2 | 5,5     | 4,3     | —      | —      | 20,4   |

## Pour approfondir